# Progorelica
Progorelica (Servisch cyrillisch Прогорелича) is een plaats in de Servische gemeente Kraljevo. De plaats telt 902 inwoners (2002).